# Tetragynia
Em botânica, tetragynia  é uma ordem de plantas segundo o sistema de Linné.  Apresentam flores hermafroditas com quatro pistilos.
Está circunscrita nas seguintes classes:
| - Classe 4. Tetrandria - Classe 5. Pentandria - Classe 6. Hexandria - Classe 8. Octandria - Classe 13. Polyandria |